# تل سکو
تل سکو مربوط به دوران پیش از تاریخ ایران باستان است و در شهرستان داراب، روستای بریسکان واقع شده و این اثر در تاریخ ۲۵ اسفند ۱۳۷۹ با شمارهٔ ثبت ۳۲۷۱ به‌عنوان یکی از آثار ملی ایران به ثبت رسیده است.